# Vladimír Klein
Vladimír Klein (* 6. března 1950 Komárno, Československo) je sklářský výtvarník a pedagog.

## Život
Vladimír Klein se narodil v Komárně. V letech 1965–1969 absolvoval Střední odbornou školu sklářskou v Kamenickém Šenově, kde se vyučil brusičem skla u Pavla Wernera. Ovlivnil ho také Josef Kochrda, který v 60. letech studoval na VŠUP u Stanislava Libenského a poté se vrátil jako pedagog do Kamenického Šenova. Ve studiu pokračoval na Vysoké škole uměleckoprůmyslové v Praze nejprve u prof. Malejovského, Harcuby a Soukupa a poté ve speciálním ateliéru skla prof. Stanislava Libenského. Studia dokončil roku 1975 a poté pracoval jako propagační grafik a sklářský výtvarník ve vlastním ateliéru.
V letech 1977–1985 působil jako pedagog a poté do roku 1990 jako ředitel na Střední uměleckoprůmyslové škole sklářské v Kamenickém Šenově. Do roku 1991 byl vedoucím ateliéru broušeného skla. Řada jeho žáků později úspěšně pokračovala ve studiu na VŠUP. V letech 1991–1995 byl hostujícím profesorem pro „studené“ techniky na nově založeném Toyama City Institute of Glass Art v Japonsku. V letech 1997–2005 byl vedoucím výtvarníkem podniku Crystalex, Nový Bor. Roku 1998 absolvoval tvůrčí pobyt v Mino (Japonsko), roku 2006 ve fy. Glasshutte Eisch Frauenau (Německo). V letech 2006–2010 působil jako lektor v IKA Mechelen (Belgie), Bild-werk Frauenau (Německo), Glass-furnace Istanbul (Turecko).

### Ocenění
- 1975 Cena rektora VŠUP Praha,
- 1976 Výroční cena SČVU a ČFVU Praha
- 1977 Der Ehrenpreis, 1. Coburger Glaspreis 77, Coburg
- 1991 The Silver Prize, Kristalnacht Project, Philadelphia, USA (za Memory, 1990)
- 1993 The Grand Prize Toyama Zókei Kúkan 93, Toyama, Japonsko
- 1994 Suntory Prize, Suntory Museum of Art, Tokyo, Japonsko
- 1998 The Silver Avard, The International Exhibition of Glass, Kanazawa, Japonsko
- 1998 Výroční cena Masarykovy Akademie, Praha
- 2000 The Merit Prize, Vessels- The International Exhibition of Glass, Koganezaki, Japonsko
- 2001 Vynikající výrobek roku, Design Centrum ČR, Ministerstvo průmyslu ČR
- 2001 The Honourable Prize, The International Exhibition of Glass, Kanazawa, Japonsko
- 2004 Erste Preis, Glasplastik und Garten, Münster

## Dílo
Již během studia na střední škole se Vladimír Klein stal velmi zručným brusičem skla a na VŠUP se v této technice natolik zdokonalil, že byl schopen realizovat i výtvarné záměry svých starších spolužáků. Kleina přitahuje kontrast organických a geometrických ploch i expresivita barokního tvarosloví. Svými prvními broušenými plastikami, které vytvořil jako student, prokázal originalitu a naznačil že půjde svou vlastní cestou (Kytice, 1973, Svět-květ, 1975). Kromě skleněných plastik předložil při závěrečných zkouškách i návrhy varného skla (Dvoustěnky, 1975, Kavalier), jimiž se chtěl uplatnit jako průmyslový designér. Získal za ně cenu rektora VŠUP i nabídku práce designéra ve sklárnách Kavalier i v ÚBOKu. Roku 1975 také získal první nabídku ke spolupráci s architektem (Skleněná leptaná dělicí stěna, KD v Králově Dvoře, 1975).
Klein pracoval jako sklářský výtvarník na volné noze a v 70. letech využíval pro své plastiky převážně optické sklo. Kvůli zdroji suroviny se přestěhoval do Severních Čech a roku 1977 začal učit na sklářské škole v Kamenickém Šenově, kde se stal následovníkem Pavla Wernera. Při zpracování skleněného bloku za studena užívá lepení, tvarování vidiovým dlátem, řezání diamantovou pilou nebo vodním paprskem, broušení a leštění, netradičně i hlubokou rytinu (Memory, 1990). Postupně začal využívat i kontrastu mezi hrubě opracovaným a broušeným a leštěným povrchem skla.
V osmdesátých letech využil nové technické možnosti práce s plochým sklem a jeho lepení, ztavování nebo tvarování v peci, následované broušením (Hranol, 1986). Jako jeden z prvních si pořídil vlastní tavicí pícku, ale této technice se plně věnoval až během svého pobytu v Japonsku. Do Japonska byl pozván aby studenty naučil evropskému sklářskému řemeslu, ale kultura Dálného východu ovlivnila i jeho vlastní tvorbu. Osvojil si některé méně používané techniky a pro svá díla volil poetické názvy (Hluboká noc v deštivé sezóně, 1991, Zlatá pagoda, 1993, Yuki no wakuse/Planeta sněhu, 1994, ad.). Přestal zahlazovat stopy po mechanickém opracování skleněného bloku diamantovou bruskou nebo vidiovým dlátem a využil kontrastu lasturového lomu skla s broušeným a leštěným povrchem.
Roku 1997 se zúčastnil sklářského sympozia v Novém Boru a vyzkoušel si práci s hutními technikami, které pak využíval k návrhům pro náročnou ruční výrobu. Z té doby pocházejí jeho skleněné předměty z čirého skla, obalované barevnou drtí a dobrušovanými nepravidelnými okraji, nebo misky a vázy až trojnásobně barevně přejímané a foukané do formy a přebrušované. Navrhl také tvarově střízlivé vázy a misky z kouřového skla s nahrubo broušenými a v kyselině přeleštěnými dekory. Po návratu do Čech se stal vedoucím výtvarníkem podniku Crystalex Nový Bor, kde řídil inovaci výroby a vzoroval pro podřízené sklářské závody v Karolince, Vrbnu pod Pradědem, Květné, Kolové a Chlumu u Třeboně. Navrhl řadu originálních souprav, váz a mís pod novou obchodní značkou Libera, které jejich tvarová nebo barevná kultivovanost povyšuje na náročné dekorativní předměty. Již jeho první design nápojového skla pro sériovou výrobu Paola (1997) byl komerčně úspěšný. Pro sklárny Český křišťál v Chlumu u Třeboně (do r. 2003) navrhoval soupravy z čirého olovnatého skla pod značkou Glacial - Libere.
Po odchodu s Crystalexu se zabývá volnou tvorbou, především tvarováním objektů za studena sekáním ze skleněného bloku, řezáním a broušením. Od přelomu tisíciletí vytváří rozměrné skleněné objekty, jejichž povrch pokrývá nepravidelnou rytou a sekanou texturou. Využívá také řezání vodním paprskem, které mu umožňuje jinou technikou neproveditelné hluboké a nepravidelné zářezy do skleněného bloku.
Vladimír Klein je také autorem řady realizací ve veřejném prostoru, v letech 1979–1989 zejména svítidel pro interiéry doma i v zahraničí (Německo, Nizozemsko). Později navrhl např. výzdobu VIP prostoru pro Ruzyňské letiště (1998), recepce n.p. Crystalex v Novém Boru nebo plastiku pro kruhový objezd tamtéž.

### Zastoupení ve sbírkách (výběr)
- Kunstsammlungen der Veste Coburg
- Glasmuseum Frauenau
- Kunst Palast Museum Düsseldorf
- Glasmuseum Öhringen, D
- The Corning Museum of Glass, Corning, USA
- Muzeum Narodowe, Warszawa
- Musée de Design et d´Arts Appliqués Contemporains, Lausanne
- The Art Collection of City Hall, Glass Museum Toyama
- Suntory Museum of Art, Tokyo
- Notojima Art Glass Museum, Notojima
- Koganezaki Glass Museum, Kamomura
- Uměleckoprůmyslové museum, Praha
- Moravská galerie v Brně
- Muzeum skla a bižuterie v Jablonci nad Nisou
- Regionální muzeum, Žďár nad Sázavou
- Severočeské muzeum p.o., Liberec
- Sklářské muzeum, Kamenický Šenov
- Severočeská galerie výtvarného umění Litoměřice
- Regionální muzeum města Žďáru nad Sázavou
- Sklářské muzeum Nový Bor
- Sklářské muzeum Kamenický Šenov
- Kolekce IGS Crystalex Nový Bor, Zámek Lemberk

### Výstavy

#### Autorské
- 1990/1991 Vladimír Klein: Sklo, Sklářské muzeum, Kamenický Šenov
- 1993 Yokohama Museum of Art, Yokohama
- 1994 Nakama Gallery Tokyo, Shinsakuramachi Gallery Toyama
- 1995 Gallery Elf Toyama, Galerie L Hamburg
- 1996 Vladimír Klein: Sklo, Galerie Rob Van Den Doel, Praha
- 1997 Galerie W. Nový Bor
- 1998 Shinsakuramachi Gallery Toyama
- 1999 Jean-Claude Chapelotte Galerie, Luxembourg
- 2000 Sklářské muzeum Kamenický Šenov, CZ
- 2000 Studio Glass Gallery London, GB
- 2001 Vladimír Klein: Design - Sklo, Sklářské muzeum v Novém Boru
- 2002 Vladimír Klein, Galerie Prager Kabinett, Salzburg, Jean-Claude Chapelotte Galerie Luxembourg
- 2004 Galerie Thun Karlovy Vary
- 2005 Vladimír Klein: Sklo - obsah - funkce, Muzeum skla a bižuterie v Jablonci nad Nisou
- 2006 Galerie Eisch Frauenau, Shimin Gallery Yufuin, Kjúšú, Gallery NHK Fukuoka, Kjúšú
- 2007 Vladimír Klein: Sklo, Hrad Špilberk, Brno, Gallery Tokusen, Mitsukoshi Nihonbashi, Tokyo, Jean-Claude Chapelotte Galerie Luxemburg
- 2009 Vladimír Klein: Sklo, Muzeum Beskyd Frýdek-Místek, Galerie Welti Düsseldorf
- 2010 Vladimír Klein, Sklářské muzeum v Novém Boru, Oblastní muzeum v Děčíně, Jihomoravské muzeum ve Znojmě
- 2011 Vladimír Klein: Sklo, Galerie Dorka, Domažlice
- 2012 Vladimír Klein: Sklo, Muzeum Novojičínska, Nový Jičín

### Katalogy
- Antonín Langhamer: Vladimír Klein, Artistic Glass, Skloexport a.s., Liberec 1990
- Vladimir Klein, Sklářské muzeum Kamenický Šenov, 2000
- Jiří Bohdálek: Vladimir Klein: Sklo, Muzeum města Brna 2007
- Jiří Bohdálek, Antonín Langhamer: Vladimír Klein: Sklo 2010, Sklářské muzeum Nový Bor 2010, ISBN 978-80-254-6759-6

### Souborné publikace
- Alena Adlerová, Současné sklo, Odeon, Praha 1979
- Who´s Who in Contemporary Glass Art. A Comprehensive World Guide to Glass Artists-Craftsmen-Designers, Waldrich Verlag, München 1993, p. 272
- Antonín Langhamer, Legenda o českém skle, 292 s., TIGRIS spol. s r. o. 1999, ISBN 80-86062-02-3
- Miroslav Klivar, Česká skleněná plastika, 194 s., Moraviapress 1999
- Sylva Petrová, České sklo, 283 s., Gallery, spol. s r.o. (Jaroslav Kořán), Praha 2001
- Oldřich Palata, Stanislav Libenský a jeho škola / and His School / et son école, 176 s., Popi s.r.o. 2001, ISBN 80-238-7608-2
- Antonín Langhamer (ed.), Sklo a světlo (150 let sklářské školy v Kamenickém Šenově: 1856-2006 ), 173 s., Uměleckoprůmyslové museum, Praha 2006, ISBN 80-7101-058-8
- Anděla Horová (ed.), Nová encyklopedie českého výtvarného umění - dodatky, 988 s., Academia, nakladatelství Akademie věd České republiky 2006, ISBN 80-200-1209-5, s. 367-368
- Sylva Petrová, České sklo, 419 s., Vysoká škola uměleckoprůmyslová v Praze 2018, ISBN 978-80-87989-50-0
- Milan Hlaveš, Petr Nový, Patrik Illo, Dva v jednom 1918–2018 (Design českého a slovenského skla / Dizajn českého a slovenského skla / Design of Czech and Slovak Glass), 329 s., Muzeum skla a bižuterie v Jablonci nad Nisou 2018, ISBN 978-80-86397-31-3